# Koos de Jong
Pour les articles homonymes, voir de Jong.
Jacobus Hermanus Hendrik Jan "Koos" de Jong, né le 7 avril 1912 à Rotterdam et mort le 20 août 1993 à Capelle aan den IJssel, est un skipper néerlandais.

## Biographie
Koos de Jong participe aux Jeux olympiques d'été de 1948 à Londres et remporte la médaille de bronze en classe Firefly. Il dispute aussi l'épreuve de Finn des Jeux olympiques d'été de 1952 à Helsinki et termine quatrième. 